# الجلمة (جنين)
الجلمة هي قرية فلسطينية تقع على قمة تل صغير في محافظة جنين شمال الضفة الغربية وتبعد عنها 5 كم على ارتفاع 100 متر عن مستوى سطح البحر. تقدر مساحة أراضي الجلمة حوالي 5827 دونم.

## سبب التسمية
توجد في فلسطين ست قرى تحمل هذا الاسم ( الجلمة ) بفتح الجيم واللام وهي:
- جلمة نحف قضاء عكا.
- جلمة حيفا ( فيها سجن الجلمة).
- جلمة قرب الطيبة.
- جلمة قرب عتيل
- . جلمة في قطاع غزة.
- جلمة جنين.

## السكان
قدر عدد سكانها في عام 1922 (261) نسمة وعام 1945 (460) نسمة، وعام 1967(784) نسمة وعام 1987 (1100) نسمة، وفي عام 1997 بلغوا (1719) نسمة وفي عام 2008 بلغوا (2300) وفي عام 2016 بلغوا (2719) نسمة نسمة

## مؤسسات الجلمة
في القرية مسجدان يسميان العلوي والقديم. ويوجد بها ثلاثة مدارس هي: مدرسة بنات الجلمة الثانوية، ومدرسة مسقط الأساسية المختلطة ومدرسة الجلمة الثانوية للبنين. كما يوجد فيها روضتي أطفال هما النور والجمعية.

### المجلس القروي
تأسس أول مجلس قروي في الجلمة عام 1945م  في ظل الانتداب الإنجليزي واستمر حتى حرب النكبة عام 1948.
تأسس المجلس القروي الثاني في ظل الاحتلال الإسرائيلي عام 1974.
قامت السلطة الوطنية الفاسطينية عام 2000م بتعيين مجلس ثالث جديد، ولاحقًا أجريت الانتخابات المحلية في 5/5/2005 لمجلس جديد.

## التاريخ
قد تم العثور في القرية على قطع سيراميك من العصر البيزنطي .

### العصر العثماني
تم دمج الجلمة، مثل باقي المدن الفلسطينية ، في الإمبراطورية العثمانية عام 1517. خلال القرنين السادس عشر والسابع عشر، كانت الجلمة تابعة لإمارة تراباي (1517-1683)، والتي شملت أيضًا وادي يزرعيل ، وحيفا ، وجنين ، ووادي بيت شان ‏ ، وشمال جبل نابلس ، وبلاد الروحا/راموت منشيه ، والجزء الشمالي من سهل الشارون.
في تعداد عام 1596 وكان عدد سكانها 16 أسرة . كانوا يدفعون معدل ضريبة ثابت بنسبة 25% على المنتجات الزراعية، بما في ذلك القمح والشعير والمحاصيل الصيفية والماعز وخلايا النحل، بالإضافة إلى الإيرادات العرضية، بإجمالي 8000 آقجة .
في عام 1838م، تم تسجيلها كقرية في قضاء جنين.
في عام 1870، لاحظ فيكتور جورين قرية على تلة، حيث كانت جوانبها تحتوي على صهاريج محفورة في الصخور وصوامع . وقد قدر عدد سكان القرية بنحو 200 نسمة، كما أشار إلى وجود قبة لقديس محلي.
في عام 1882، وصف مسح فلسطين الغربية الذي أجرته مؤسسة أبحاث فلسطين ( PEF ) قرية جلمة بأنها: "تشبه جبول . تقع في السهل، محاطة بأراضٍ صالحة للزراعة، وتتغذى بالمياه من الصهاريج. ولها قبة على جانبها الشمالي." 

### عصر الانتداب البريطاني
في تعداد فلسطين عام 1922 ، الذي أجرته سلطات الانتداب البريطاني ، بلغ عدد سكان الجلمة 261 نسمة؛ 253 مسلمًا و8 مسيحيين، وكان جميع المسيحيين من الأرثوذكس. ارتفع عدد السكان في تعداد عام 1931 إلى 304 نسمة؛ 300 مسلم و4 مسيحيين، في إجمالي 68 منزلاً.
في إحصاءات عام 1944/1945 بلغ عدد سكان الجلمة 460 نسمة، جميعهم مسلمون، ومساحتها 5827 دونمًا ، وفقًا لمسح رسمي للأراضي والسكان.  ومن هذه المساحة، تم استخدام 86 دونمًا للمزارع والأراضي القابلة للري، و4777 دونمًا للحبوب،  بينما كانت 15 دونمًا أراضٍ مبنية.

### العصر الإردني
بعد النكبة الفلسطينية عام 1948، وبعد اتفاقيات الهدنة عام 1949، أصبحت الجلمة تحت الحكم الأردني.
حسب تعداد السكان الأردني لعام 1961 كان عدد سكان القرية 784 نسمة.

### ما بعد 1967
نذ حرب الأيام الستة عام 1967، أصبحت قرية الجلمة تحت الاحتلال الإسرائيلي.